# Arnold Parnemann
Arnold Friedrich Karl Parnemann (* 2. Mai 1908 in Deutsch-Wilmersdorf bei Berlin; † nach 1988) war ein deutscher LDPD-Funktionär. Er war Abgeordneter der Volkskammer der DDR.

## Leben
Parnemann, Sohn eines Beamten, besuchte das Realgymnasium. Von 1926 bis 1931 studierte er an der Technischen Hochschule Berlin-Charlottenburg. Er schloss sein Studium als Diplom-Ingenieur ab. Er arbeitete im Anschluss als Regierungsbaurat und musste im Zweiten Weltkrieg Kriegsdienst leisten.
1946 trat Parnemann der Liberal-Demokratischen Partei (LDP) bei. Er wurde Erster Vorsitzender des Kreisverbandes Zerbst der LDP und war von 1947 bis 1950 Stadtrat und stellvertretender Bürgermeister in Roßlau (Elbe). Von 1950 bis 1952 fungierte er als Hauptabteilungsleiter für Aufbau im Ministerium für Wirtschaft und Aufbau des Landes Sachsen-Anhalt sowie von 1952 bis 1959 als Leiter der Abteilung Aufbau beim Rat des Bezirkes Halle (Saale). 
Von 1952 bis 1955 studierte Parnemann an der Deutschen Akademie für Staats- und Rechtswissenschaft „Walter Ulbricht“ in Potsdam-Babelsberg und schloss dort mit dem Staatsexamen ab. Von 1959 bis 1963 arbeitete er als technischer Direktor bzw. als Abteilungsleiter Neue Technik des VEB Industrieprojektierung Leipzig. Anschließend war er Mitarbeiter des VE Bau- und Montagekombinat Chemie Halle.
Ab 1950 gehörte Parnemann dem Landesvorstand Sachsen-Anhalt bzw. ab 1952 dem LDPD-Bezirksvorstand Halle an und war ab 1959 stellvertretender Vorsitzender des Bezirksverbandes Halle. Parnemann war zudem Mitglied des Zentralvorstandes der LDPD und Mitglied der Zentralen Überprüfungskommission der Parteileitung. Bis 1984 fungierte er auch als Vorsitzender der Bezirksrevisionskommission Halle der LDPD. 1985 trat er in den Ruhestand. 1989 soll er aus der Partei ausgetreten sein.
Von 1963 bis 1967 war Parnemann Abgeordneter der Volkskammer.

## Auszeichnungen
- Verdienstmedaille der DDR
- Dr.-Wilhelm-Külz-Ehrennadel
- Ehrenzeichen der LDPD
- 1968 Vaterländischer Verdienstorden in Bronze und 1978 in Silber.